# Sebastian Janikowski
Sebastian Janikowski (født 3. marts 1978 i Wałbrzych, Polen) er en polsk footballspiller, der spiller i NFL som place kicker for Seattle Seahawks. Janikowski kom ind i ligaen i 2000, og har ikke spillet for andre klubber end Raiders. Han er en af meget få kickere til at blive valgt i første runde af NFL-draften.
Janikowski var en del af det Oakland Raiders-hold, der i 2003 tabte Super Bowl XXXVII til Tampa Bay Buccaneers. Han har et af ligaens hårdeste spark, og var i 2007 kun få centimeter fra, med et forsøg fra 64 yards, at score det længste field goal i NFL's historie.
Janikowski er, udover sit stærke spil og hårde skud, også kendt for adskillige problemer med loven, og har været i politiets søgelys i forbindelse med sager om både vold, voldtægt og bestikkelse.